# 勞榦
勞榦（1907年1月13日—2003年8月30日），字贞一，生於陕西省潼商道商州直隸州，籍貫湖南省長寶道長沙府善化縣。中华民国中央研究院院士，历史学家。

## 生平
高祖父勞崇光曾任清朝兩廣總督，其堂弟勞思光也是著名學者。
1930年，毕业于北京大学历史系。之后，在美国哈佛大学从事研究工作。历任中央研究院历史语言研究所助理研究员、副研究员、研究员。1949年去台湾，兼任台湾大学、台湾师范大学教授。1958年当选为中央研究院院士。1962年到美国加州大学任教授。1975年从加州大学退休后为荣誉教授。1982年被聘为台湾大学历史研究所客座教授。主攻汉代研究，兼及上古和魏晋南北朝。

## 主要著作
- 《论汉代的内朝与外朝》
- 《秦汉九卿考》
- 《居延汉简考释》
- 《汉晋西陲木简新考》
- 《秦汉史》
- 《魏晋南北朝史》
- 《敦煌艺术》
- 《成庐诗稿》
- 《劳干学术论文集》
- . 台北: 聯經. 2006-07-31. ISBN 9570830085.